# Trachyboa boulengeri
La boa pigmea de Boulenger (Trachyboa boulengeri) es una especie de serpiente endémica del sur de Centroamérica y el norte de Sudamérica. Recibe su nombre en honor al biólogo George Albert Boulenger.

## Distribución
T. boulengeri se halla en los bosques del Chocó biogeográfico de Colombia, Ecuador y Panamá.